# 베로니카 리베로스
일다 베로니카 리베로스 이스키에르도(스페인어: Hilda Verónica Riveros Izquierdo, 1987년 4월 23일 ~ )는 파라과이의 여자 축구 선수이다. 포지션은 수비수이며, 현재 브라질 여자 축구 리그의 포스 카타라타스 FC에서 활동하고 있다.